# Serhij Atelkin
Serhij Wałerijowycz Atelkin, ukr. Сергiй Валерiйович Ателькiн, ros. Сергей Валерьевич Ателькин, Siergiej Walerjewicz Atielkin (ur. 8 stycznia 1972 w Kirowśkem, zm. 1 października 2020 we Lwowie) – ukraiński piłkarz grający na pozycji napastnika, reprezentant Ukrainy, trener piłkarski.

## Kariera piłkarska

### Kariera klubowa
Wychowanek Szkoły Piłkarskiej Szachtara Donieck, w którym rozpoczął karierę piłkarską. W 1990 debiutował w podstawowym składzie Szachtara. Przez konflikt z trenerem w rundzie jesiennej sezonu 1995/96 był wypożyczony do Kreminia Krzemieńczuk. Występując w Pucharze UEFA w sezonie 1997/98 został zauważony przez skautów US Lecce i zaproszony do włoskiego klubu. Po zakończeniu sezonu klub spadł do Serie B i Atelkin był zmuszony opuścić Włochy występując na wypożyczeniu w portugalskiej drużynie Boavista FC. W 1999 powrócił do Lecce, ale już klub nie potrzebował usług piłkarza, dlatego za obopólną zgodą kontrakt anulowano i Atelkin powrócił do Szachtara Donieck. W 2002 przeszedł do Metałurha Donieck, w którym ukończył karierę piłkarską.

## Kariera reprezentacyjna
11 października 1997 roku debiutował w narodowej reprezentacji Ukrainy w wygranym 2:0 meczu kwalifikacyjnym do MŚ-98 z Armenią. Łącznie rozegrał 2 gry reprezentacyjne.

## Kariera trenerska
Po zakończeniu kariery piłkarskiej rozpoczął pracę trenerską. Od 2003 poszukuje talenty dla Szachtara Donieck.

## Sukcesy i odznaczenia

### Sukcesy klubowe
- mistrz Ukrainy: 2002
- wicemistrz Ukrainy: 1994, 1997, 1998, 2001
- zdobywca Pucharu Ukrainy: 1995, 1997, 2001, 2002

### Sukcesy indywidualne
- laureat plebiscytu na króla strzelców Mistrzostw Ukrainy: 1993 (nr 4), 1997 (nr 6), 2001 (nr 3)

### Odznaczenia
- Order „Za zasługi” III stopnia.